# Gäddtjärnen (Piteå socken, Norrbotten, 727002-170014)
Gäddtjärnen är en sjö i Piteå kommun i Norrbotten och ingår i Byskeälvens huvudavrinningsområde. Sjön har en area på 0,0572 kvadratkilometer och ligger 342,3 meter över havet. Gäddtjärnen ligger i Byskeälven Natura 2000-område.

## Delavrinningsområde
Gäddtjärnen ingår i det delavrinningsområde (727182-169744) som SMHI kallar för Ovan 726876-170099. Medelhöjden är 383 meter över havet och ytan är 28,25 kvadratkilometer. Det finns inga avrinningsområden uppströms utan avrinningsområdet är högsta punkten. Långträskån som avvattnar avrinningsområdet har biflödesordning 2, vilket innebär att vattnet flödar genom totalt 2 vattendrag innan det når havet efter 110 kilometer. Avrinningsområdet består mestadels av skog (91 procent). Avrinningsområdet har 0,4 kvadratkilometer vattenytor vilket ger det en sjöprocent på 1,4 procent.